# Sobreira Formosa e Alvito da Beira
Sobreira Formosa e Alvito da Beira (oficialmente, União das Freguesias de Sobreira Formosa e Alvito da Beira) é uma freguesia portuguesa do município da Proença-a-Nova, com 121,27 km² de área e 1638 habitantes (censo de 2021). A sua densidade populacional é 13,5 hab./km².

## História
Foi criada aquando da reorganização administrativa de 2012/2013, resultando da agregação das antigas freguesias de Sobreira Formosa e Alvito da Beira:

## Demografia
A população registada nos censos foi:
| Ano  | 0-14 Anos | 15-24 Anos | 25-64 Anos | > 65 Anos |
| 2001 | 211       | 303        | 1047       | 991       |
| 2011 | 152       | 130        | 870        | 918       |
| 2021 | 95        | 97         | 651        | 795       |

À data da junção das freguesias, a população registada no censo anterior foi:
| Freguesia atual                                            | Freguesia atual  | Freguesia atual | Freguesias antigas | Freguesias antigas | Freguesias antigas |
| Freguesia                                                  | População (2011) | Área (km²)      | Freguesia          | População (2011)   | Área (km²)         |
| ---------------------------------------------------------- | ---------------- | --------------- | ------------------ | ------------------ | ------------------ |
| União das Freguesias de Sobreira Formosa e Alvito da Beira | 2070             | 121,27          | Sobreira Formosa   | 1708               | 85,01              |
| União das Freguesias de Sobreira Formosa e Alvito da Beira | 2070             | 121,27          | Alvito da Beira    | 362                | 36,26              |